# Copelatus ornatipennis
Copelatus ornatipennis är en skalbaggsart som beskrevs av Zimmermann 1926. Copelatus ornatipennis ingår i släktet Copelatus och familjen dykare. Inga underarter finns listade i Catalogue of Life.